# Коронда
Коронда (исп. Coronda) — город и муниципалитет в департаменте Сан-Херонимо провинции Санта-Фе (Аргентина), административный центр департамента.

## История
В 1664 году Мельчор Мартинес приобрёл в этих местах землю, а затем здесь стали селиться и другие поселенцы. В первой половине XVIII века население покинуло эти места из-за нападений индейцев, но затем люди стали возвращаться, и уже во второй половине XVIII века в населённом пункте появилась первая школа. 
В 1967 году Коронда получила статус города.